# Pyrausta fodinalis
Pyrausta fodinalis is een vlinder van de familie van de grasmotten (Crambidae). De wetenschappelijke naam van deze soort is voor het eerst voorgesteld als Botys fodinalis door Julius Lederer in een publicatie uit 1863. De spanwijdte bedraagt 22 tot 29 millimeter.

## Verspreiding
De soort komt voor in de prairies en grasvlakten van Canada en de Verenigde Staten.

## Leefwijze
De rupsen leven op Monardella villosa (Lamiaceae) die alleen voorkomt in Californië. De vliegtijd is van juni tot en met augustus, maar meer zuidelijk van april tot en met oktober.

## Ondersoorten
- Pyrausta fodinalis fodinalis (Lederer, 1863)
- Pyrausta fodinalis monticola Munroe, 1976
- Pyrausta fodinalis septentrionicola Munroe, 1976